# Villa Aino Ackté
La Villa Aino Ackté (finnois : Aino Acktén huvila) est un bâtiment historique construit à Tullisaari dans le quartier Laajasalo d'Helsinki en Finlande.

## Histoire
Le bâtiment appelé à l'origine Villa Lindfors est l'une des trois villas conçue par Theodor Decker pour le conseiller commercial Henrik Borgström.
Deux villas ont été conservées.
Le bâtiment de deux niveaux de style néo-Renaissance est situé dans le parc Tullisaarenpuisto.
La soprano Aino Ackté achète la villa en 1904 et y habite jusqu'à son décès en 1944. 
La ville d’Helsinki acquiert l'édifice en 1929 et le restaure en 1986–1987. 
La ville est louée de mai à octobre pour des concerts, évènements culturels, réunions, séminaires ou des répétitions musicales.
Aino Ackté possédait une autre villa à Heinävesi à proximité de la voie navigable d'Heinävesi qui fait partie des paysages nationaux de Finlande.
En 2011, de sérieux problèmes d'humidité ont obligé à fermer la villa en attendant les travaux de rénovation.

## Galerie

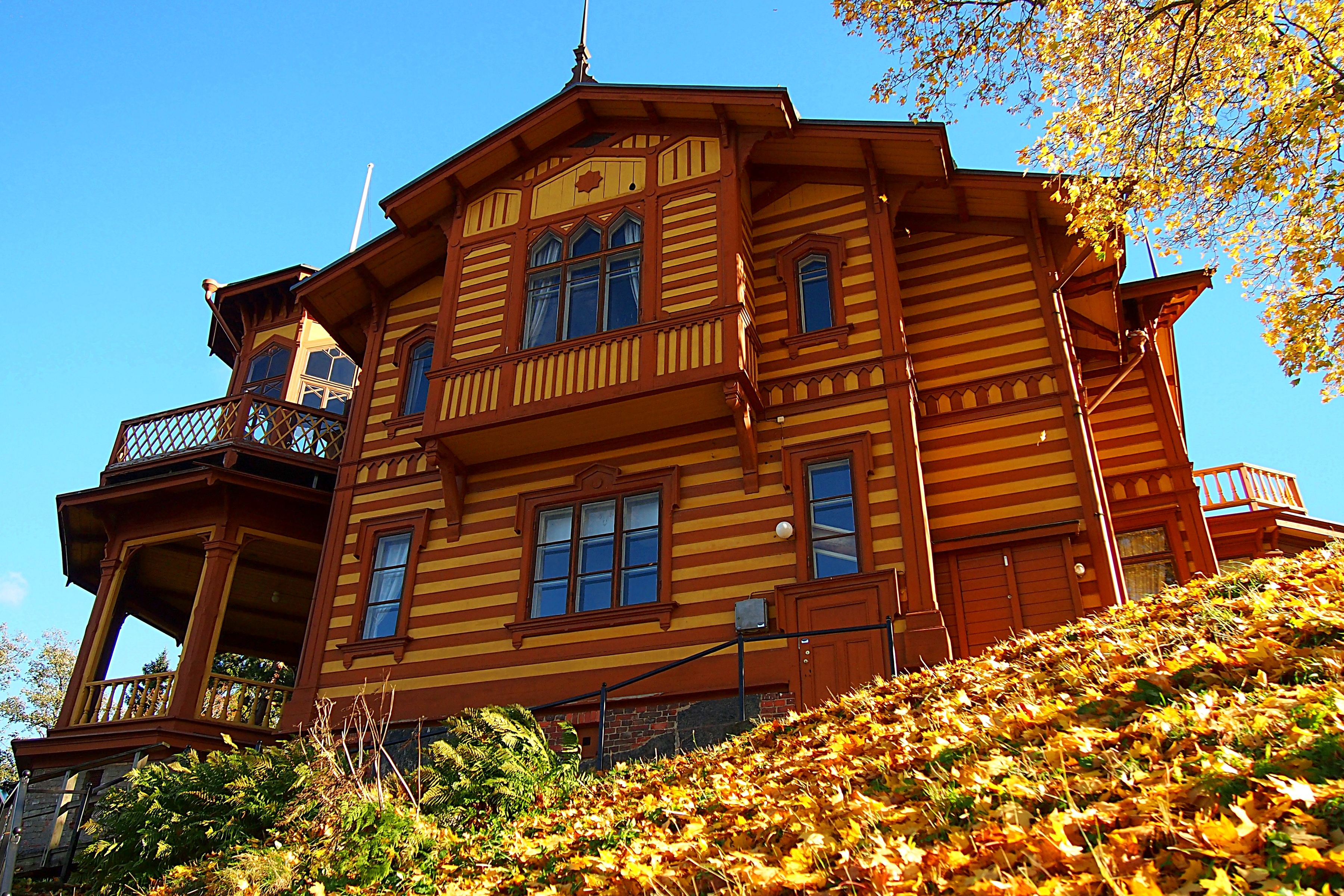
Villa Aino Ackté en 2012
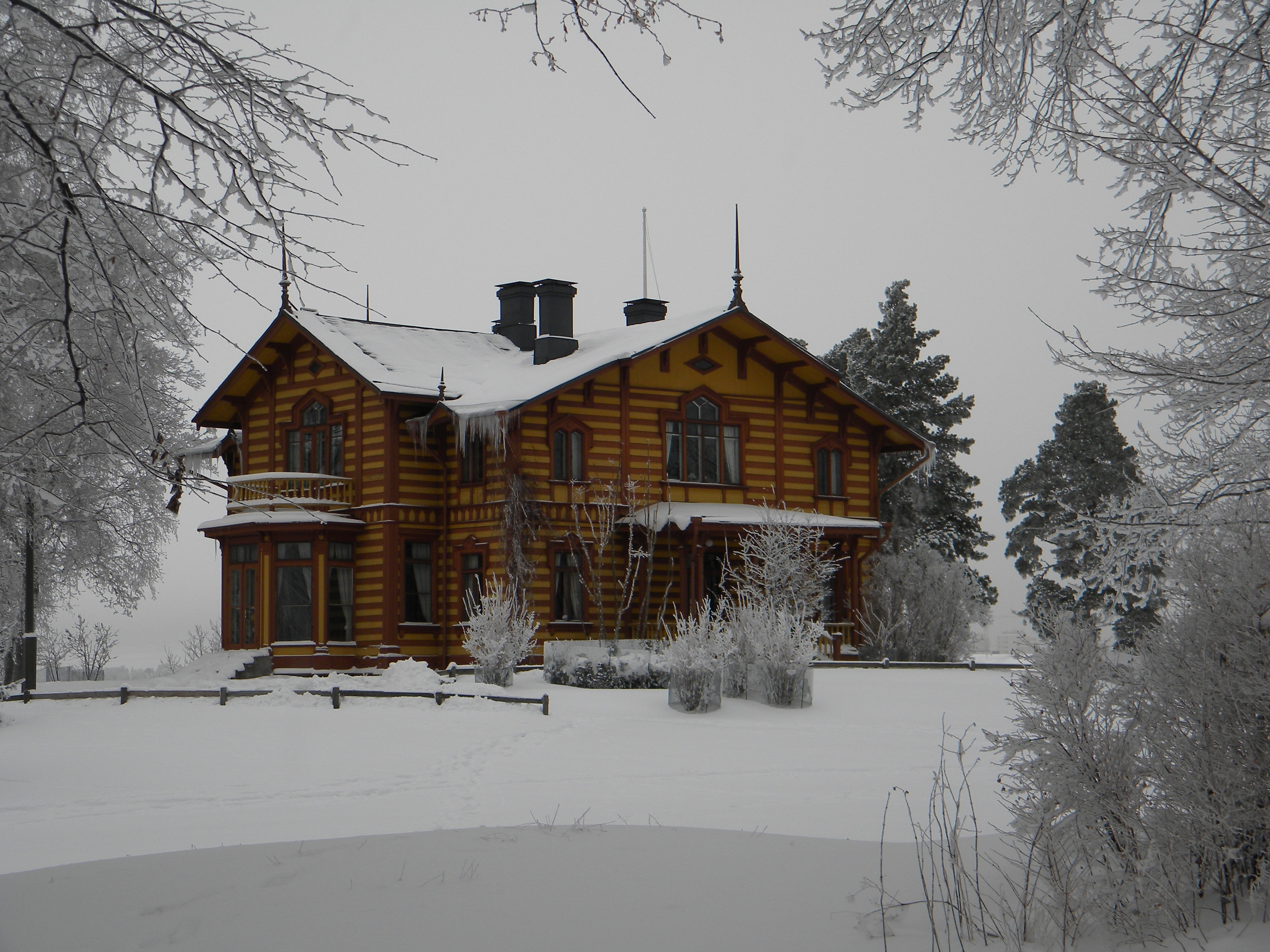
Villa Aino Ackté en 2010.
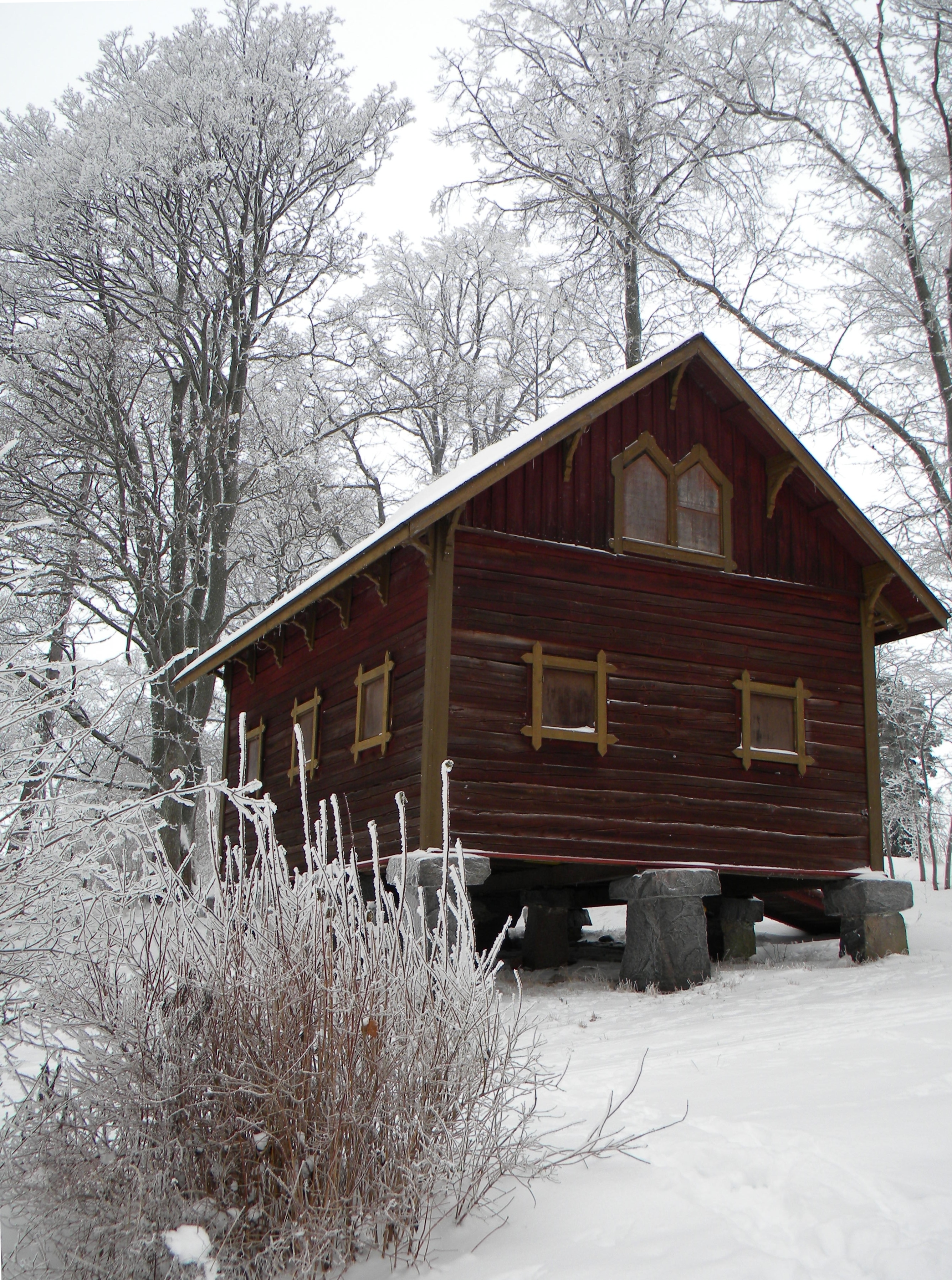
Un chalet voisin en 2010.